# Висш ислямски институт
Висшият ислямски институт (съкратено ВИИ) е висше училище за обучение на мюсюлмански духовници и ислямоведи. Намира се в квартал „Враждебна“ в София.
Има статут на висше училище от 1998 година, когато наследява създадения през 1991 г. Полувисш духовен ислямски институт.
Висшият ислямски институт и неговите специалности не са акредитирани от Националната агенция за оценяване и акредитация при Министерския съвет на Република България.